# Вентімілья-ді-Січилія
Вентімілья-ді-Січилія (італ. Ventimiglia di Sicilia, сиц. Calamigna) — муніципалітет в Італії, у регіоні Сицилія,  метрополійне місто Палермо.
Вентімілья-ді-Січилія розташована на відстані близько 460 км на південь від Рима, 29 км на південний схід від Палермо.
Населення — 1981 особа (2014).
Щорічний фестиваль відбувається першої неділі жовтня. Покровитель — Maria SS. del Rosario.

## Демографія
Населення за роками:

Станом на 1 січня 2023 року в муніципалітеті офіційно проживало 59 іноземців з 10 країн, серед них 41 громадянин країн Євросоюзу та 2 громадяни України.

## Сусідні муніципалітети
- Баучина
- Болоньєтта
- Каккамо
- Кастельдачча
- Чимінна